# Kerin
Kerin je priimek v Sloveniji, ki ga je po podatkih Statističnega urada Republike Slovenije na dan 1. januarja 2010 uporabljalo 626 oseb.

## Znani nosilci priimka
- Andrej Kerin (*1974), karateist
- Danimir Kerin (1922—2007), (agro)kemik, prof. UM
- Janez Kerin (*1967), policist..., župan Mestne občine Krško
- Joža Kerin (1912—2006), bibliotekarka Ekonomske knjižnice
- Katja Zabukovec Kerin, Društvo za nenasilno komunikacijo
- Lojze Kerin (1906—1966), geodet, hidrotehnik
- Lojze Kerin, vinar (Hiša frankinje Kerin)
- Ljudmila-Milka Kerin - Pohorska (1923—1944), partizanka, narodna herojinja
- Luka Kerin (*1999), nogometaš
- Miha Kerin (*1945), arhitekt in industrijski oblikovalec
- Nataša Kerin, modna oblikovalka
- Rafael Kerin, jadralni padalec
- Sonja Kerin Krek, baletka
- Stane Kerin (*1958), misijonar
- Tone Kerin (*1958), misijonar
- Urša Kerin, komunikologinja
- Žare Kerin (*1960), oblikovalec

Tujci
- John F. Kerin (1944–2006), avstralski zdravnik in profesor
- John Kerin (*1937), avstralski ekonomist and politik
- Rob Kerin (*1954), avstralski politik
- Zac Kerin (*1991), igralec ameriškega nogometa